# Miguel Dantas
Miguel José Martins Dantas (grafia original: de Antas) (Lisboa, 30 de Maio de 1823 – Roma, 2 de Fevereiro de 1910) foi um diplomata de carreira e político que, entre outras funções de relevo, foi Ministro dos Negócios Estrangeiros (1881) e par do reino, tendo exercido cargos diplomáticos em representações portuguesas durante quase sete décadas. Foi sócio correspondente da Academia Real das Ciências de Lisboa e membro da Maçonaria.

## Biografia
Miguel José de Antas nasceu em Lisboa, filho de Miguel José Martins de Antas. Depois de frequentar o Colégio Militar entre 1834 e 1840, enveredou pela carreira diplomática, sendo nomeado em 1842 como adido de legação junto à corte de Turim, passando depois a Haia e Viena, cargo que exerceu até 1847.
Em 1848 foi promovido a secretário de legação, sendo colocado em Madrid e pouco depois em Paris, onde exerceu funções até 1866, sendo por várias vezes nomeado encarregado de negócios naquela capital. Nesse ano foi nomeado chefe de gabinete do Ministério dos Estrangeiros do Governo da Fusão e logo em 1867 foi promovido a embaixador e nomeado ministro plenipotenciário em Washington, onde pouco se demorou por ser de imediato nomeado director-geral interino do Ministério dos Negócios Estrangeiros, o que o obrigou a regressar a Lisboa. Regressou aos Estados Unidos no ano seguinte, chefiando a legação portuguesa até 1869, ano em que foi transferido para a legação de Portugal em Bruxelas, acumulando com a representação em Haia. Em 1871 foi nomeado embaixador de Portugal no Rio de Janeiro, mas não chegou a tomar posse do cargo, regressando no ano seguinte às legações de Bruxelas e Haia. Em 1872 foi transferido para Madrid, legação onde permaneceu até 1874. Nesse ano foi nomeado representante de Portugal no Congresso de Bruxelas de 1874 sobre as leis da guerra, tendo subscrito em nome do governo português a Declaração de Bruxelas daquele ano.
Depois de algum tempo em Lisboa, no Ministério dos Negócios Estrangeiros, em 1877 foi nomeado chefe da legação portuguesa em Londres, cargo que exerceu até 1881, ano em que a 25 de Março foi nomeado Ministro dos Negócios Estrangeiros do governo regenerador chefiado por António Rodrigues Sampaio. Após a queda do Governo, ocorrida em Novembro daquele ano, regressou a Londres, servindo aí até 1890, ano em que foi transferido para a legação em Paris, que acumulava com Bruxelas, onde se manteve até 1892.
Colocado em Lisboa, em Julho de 1894 representou o rei D. Carlos nos funerais do Presidente da República Francesa Sadi Carnot, que fora assassinado por um anarquista, e na posse do novo presidente Jean Casimir-Perier.
Em 1895 voltou a ser nomeado para a legação em Londres, mas pouco depois, a 17 de Dezembro desse ano de 1895, foi nomeado embaixador extraordinário de Portugal junto do Papa Leão XIII, apresentando credenciais na Santa Sé a 14 de Março de 1896, cargo que manteve até falecer. Viveu os últimos anos de vida entrevado, por ter partido uma perna em 1907, mantendo-se sempre em Roma até falecer em 1910.
Sendo militante do Partido Regenerador, embora pouco activo nas questões partidárias, foi nomeado par do reino por carta régia de 2 de Dezembro de 1878, prestando juramento na Câmara dos Pares a 10 de Janeiro de 1879. As suas participações nos trabalhos parlamentares foram poucas, pois ficaram restritas aos comparativamente curtos períodos durante os quais permaneceu em Lisboa. Nas suas intervenções parlamentares centrou-se em matérias de política externa, nomeadamente em pareceres sobre tratados e outras matérias diplomáticas. Uma das questões que apresentou na Câmara dos Pares foi a Convenção de Berna relativa à filoxera, questão então de grande importância dado o valor económico da viticultura portuguesa.
Recebeu diversas condecorações nacionais e internacionais e foi ainda sócio correspondente da Academia Real das Ciências de Lisboa. 
Escreveu e publicou em Paris, em 1858, um Dicionário Portátil da Língua Portuguesa, e em 1866, na mesma cidade, a obra Les faux D. Sébastien : études sur l'histoire du Portugal, interessante obra que apenas viria a ser traduzida e publicada em português na década de 50 do séc. XX. Na sua juventude, aos 18 anos de idade, publicou o conto A Conquista de Espanha pelos Árabes, na revista Mosaico, a única obra de ficção que lhe é conhecida. Foi autor de numerosos textos sobre questões diplomáticas publicados na série de Livros Brancos.